# Albizia ferruginea
Albizia ferruginea (tiếng bản địa gọi là Musase) là một loài thực vật thuộc họ Fabaceae. Loài này có ở Angola, Bénin, Cameroon, Cộng hòa Trung Phi, Cộng hòa Congo, Cộng hòa Dân chủ Congo, Bờ Biển Ngà, Gabon, Gambia, Ghana, Guinea, Guinea-Bissau, Nigeria, Senegal, Sierra Leone, Togo, và Uganda. Nó đang bị đe doạ vì nạn phá rừng.